# بخش کپورتهله
بخش کپورتهله (به انگلیسی: Kapurthala district) یک بخش در هند است که در پنجاب واقع شده‌است. بخش کپورتهله ۱٬۶۳۳ کیلومتر مربع مساحت و ۸۱۷٬۶۶۸ نفر جمعیت دارد.